# Vingerhelmbloem
De vingerhelmbloem (Corydalis solida), voorheen ook wel vastwortelige helmbloem, is een plant uit de papaverfamilie (Papaveraceae). De plant is ook wel bekend onder namen als vogeltje-op-de-kruk en voorjaarshelmbloem. 
De plant komt voor van Frankrijk en Italië tot diep in Noord-Rusland. In België is ze vrij zeldzaam in het Maasgebied, de Ardennen en de Leemstreek. Nederland is de enige plek in Noordwest-Europa waar de plant de kust bereikt. Behalve in de Zeeuwse en Hollandse duinen is vingerhelmbloem lokaal talrijk op sommige plaatsen in de provincies Limburg, Gelderland, Utrecht en Overijssel. Rivieren zoals de Utrechtse Vecht, Maas en IJssel lijken een rol te spelen bij de verspreiding. De plant verwildert soms vanuit tuinen en op buitenplaatsen. Op veel plaatsen, zeker in Groningen en Friesland, is het  een echte stinsenplant.
De soort is nauw verwant aan de holwortel (Corydalis cava synoniem Corydalis bulbosa). De vingerhelmbloem is van deze soort te onderscheiden door de handvormig ingesneden schutblaadjes van de bloemen. De naam is een verwijzing naar deze schutblaadjes. Bij de holwortel zijn deze blaadjes gaafrandig.
Vingerhelmbloem bloeit van maart tot april. De vrucht is een op een peul gelijkende doosvrucht. Als de twee kleppen ervan openspringen, worden de zaadjes weggeslingerd. Mieren verspreiden de zaden die van mierenbroodjes zijn voorzien.

## Plantengemeenschap
De vingerhelmbloem is een kensoort voor het abelen-iepenbos (Violo odoratae-Ulmetum).

## Foto's

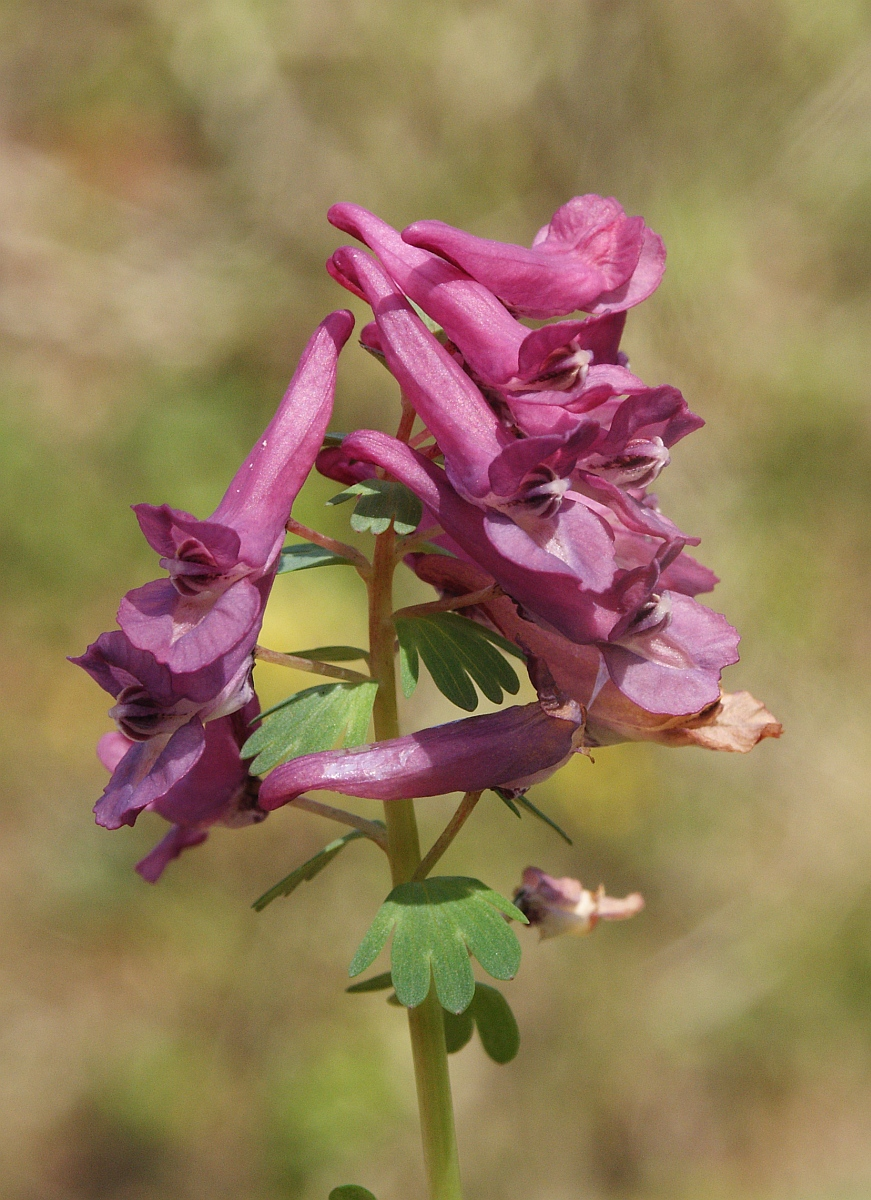
Bloeiwijze met schutblaadjes
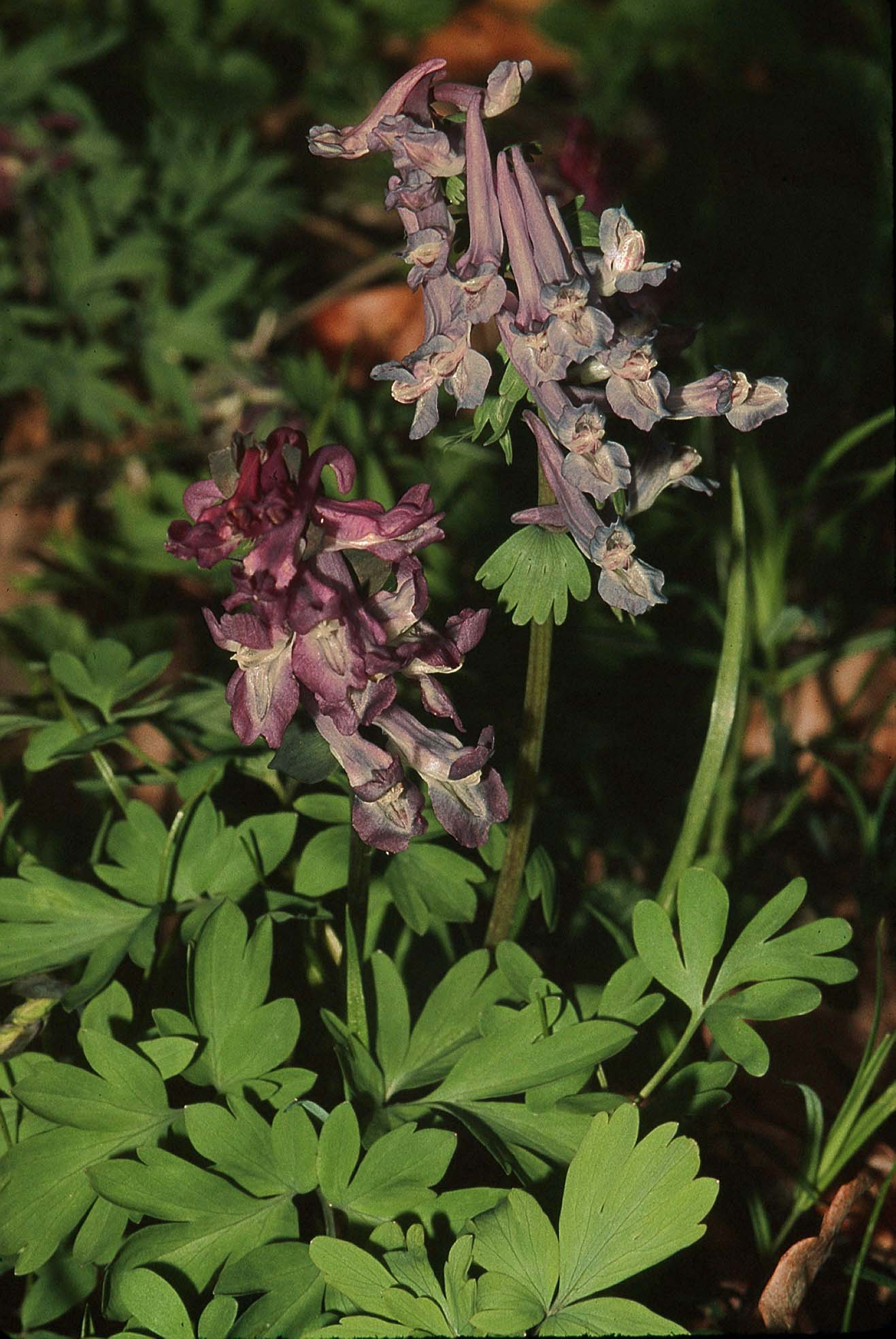
Vingerhelmbloem (rechts) en holwortel (links)
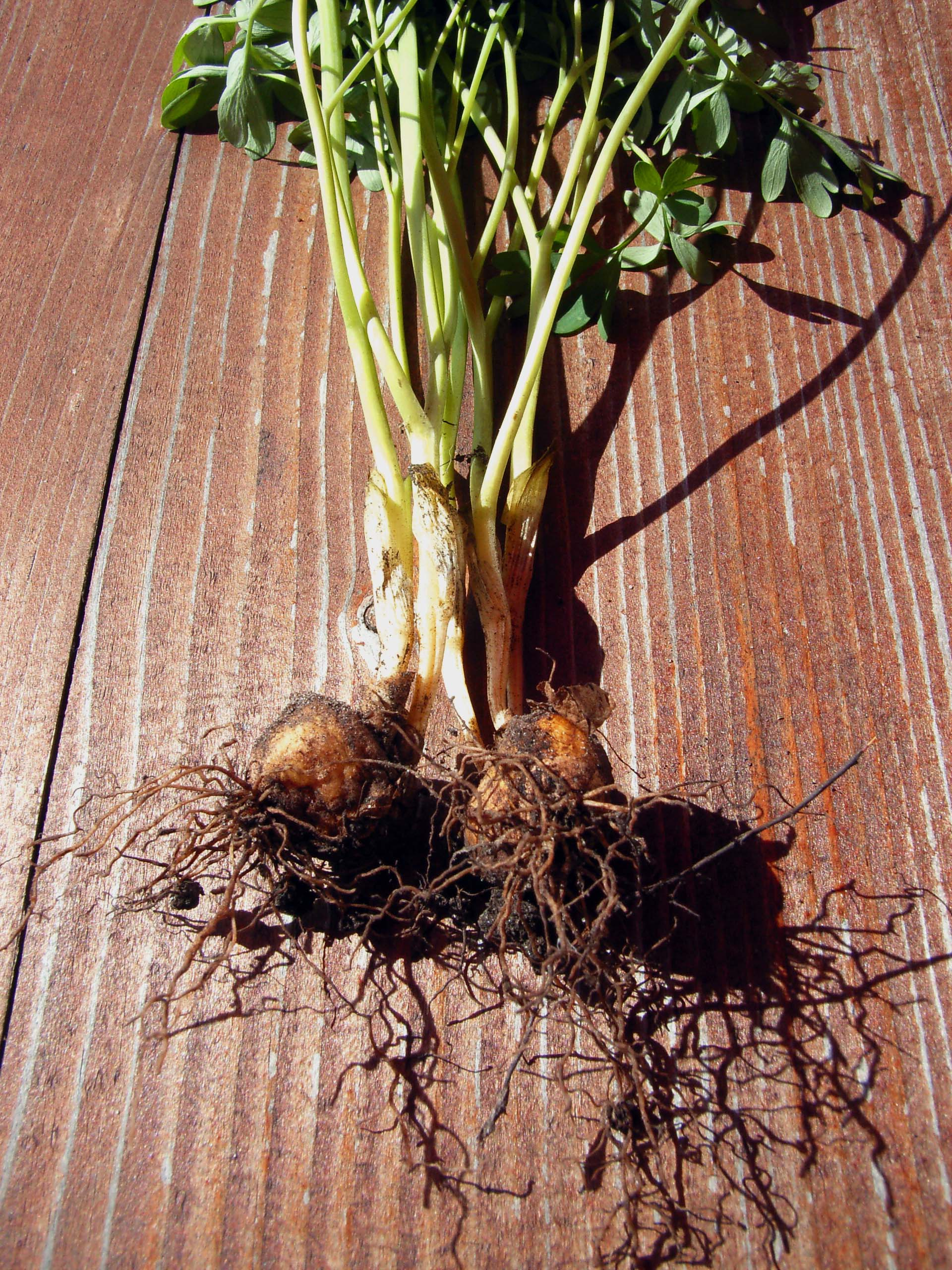
Wortelknol
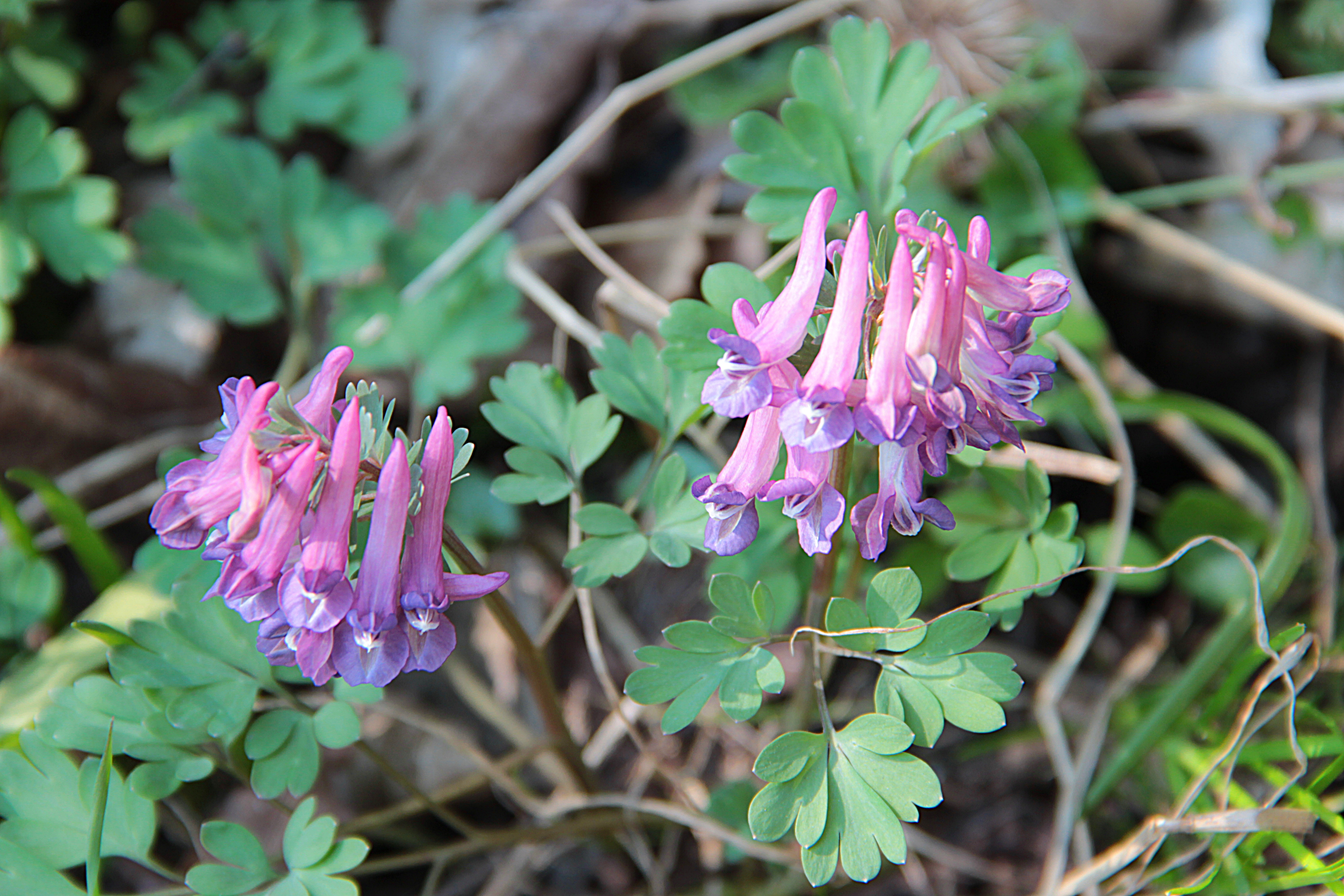
Vingerhelmbloem
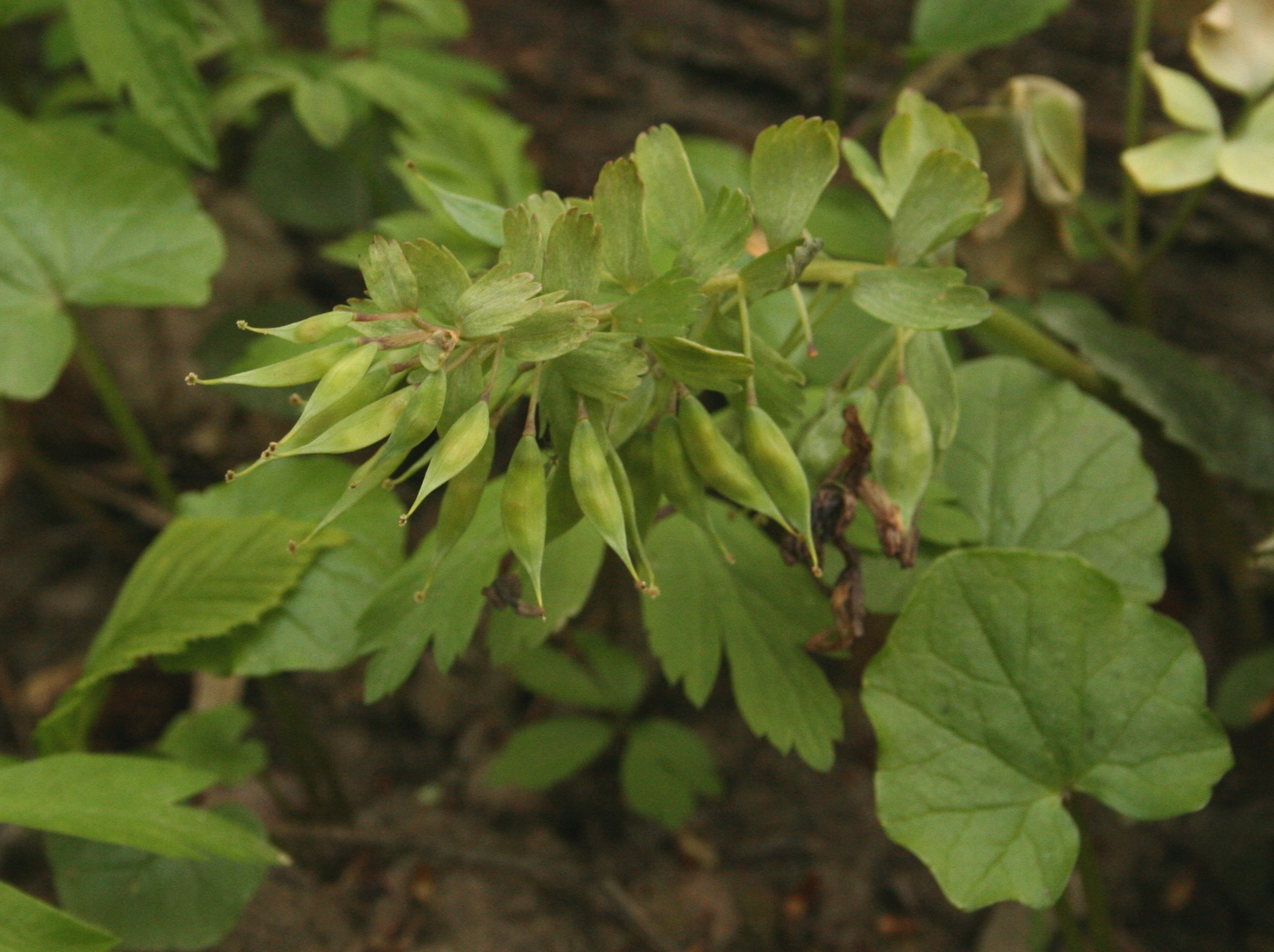
Vruchten